# Capsicum cardenasii
Capsicum cardenasii là loài thực vật có hoa trong họ Cà. Loài này được Heiser & P.G.Sm. mô tả khoa học đầu tiên năm 1958.